# Охос
Охос (ісп. Ojós) — муніципалітет в Іспанії, у складі автономної спільноти Мурсія. Населення — 582 особи (2010).
Муніципалітет розташований на відстані близько 320 км на південний схід від Мадрида, 26 км на північний захід від Мурсії.
На території муніципалітету розташовані такі населені пункти: (дані про населення за 2010 рік)
- Ла-Алькібла: 39 осіб
- Ель-Арко: 3 особи
- Ель-Барранко: 14 осіб
- Ель-Кампільйо: 44 особи
- Ла-Куна: 10 осіб
- Охос: 472 особи

## Демографія
Динаміка населення (INE ):

## Галерея зображень

Розташування муніципалітету у провінції Мурсія